# 舊金山瑪倉寺
瑪倉寺（英語：Macang Monastery），前名福慧寺（Temple of Good Fortune & Wisdom)，佛教寺廟，位於美國舊金山市西增區（Western Addition District)，2006年3月18日開寺，主尊供奉釋迦牟尼佛。寺廟建築物前身為天主教聖十字教堂，建於1896年。

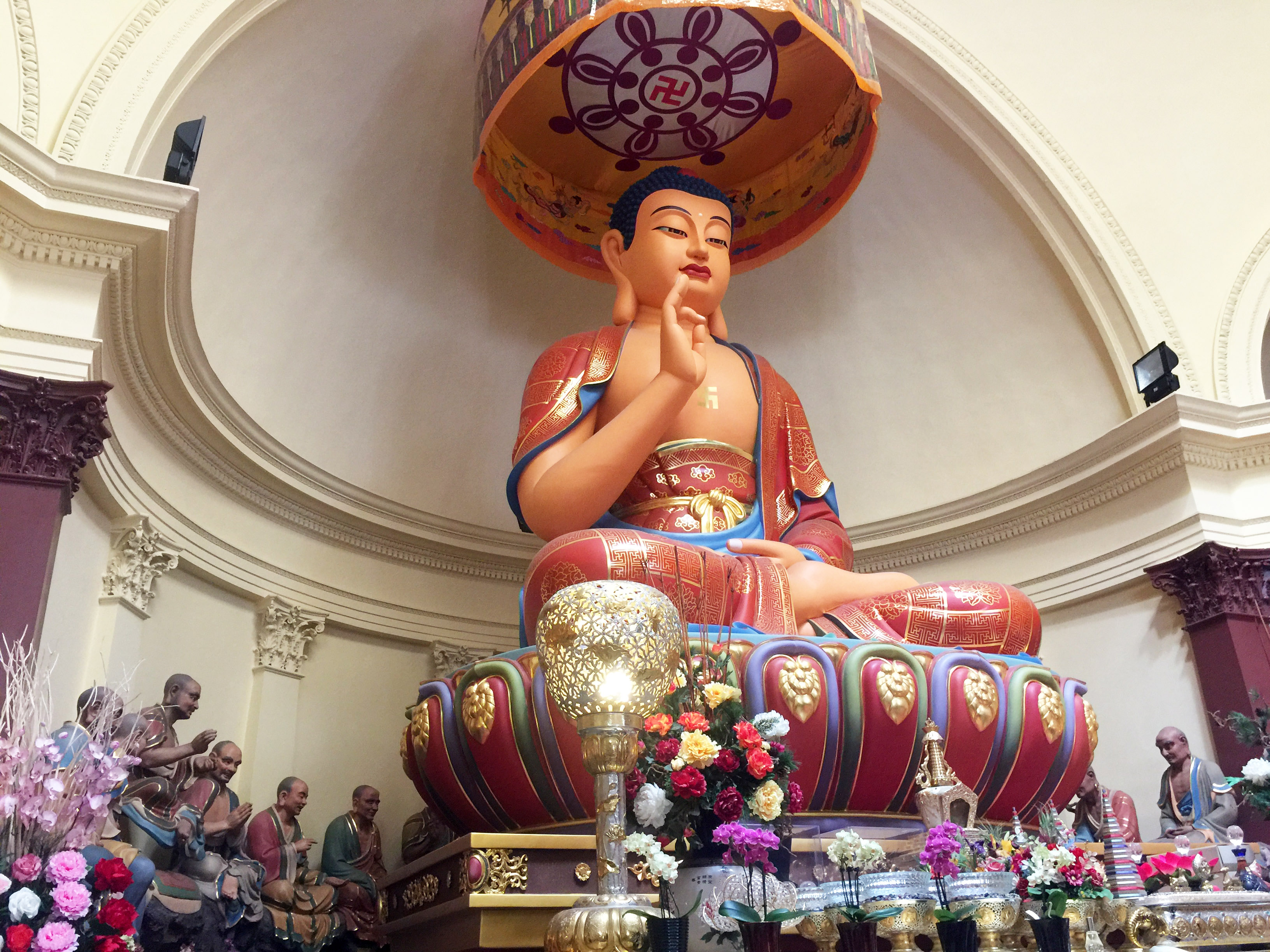
瑪倉寺釋迦牟尼佛像

## 建築設施
瑪倉寺分三殿：入口處為山門、天王殿與彌勒殿連為一體，內為大雄寶殿。

### 彌勒殿

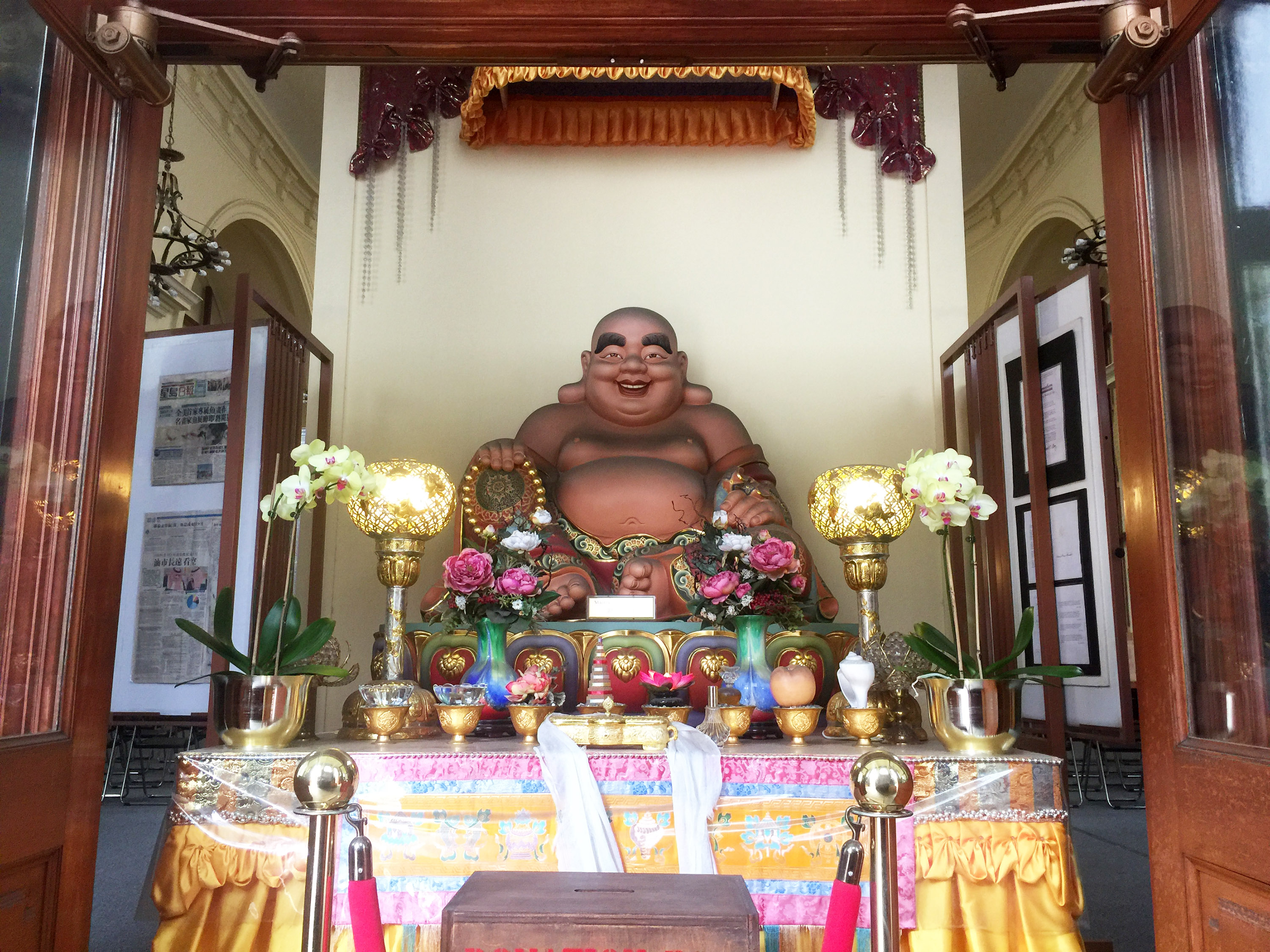
瑪倉寺彌勒菩薩

彌勒殿供奉有彌勒菩薩法像。

### 天王殿

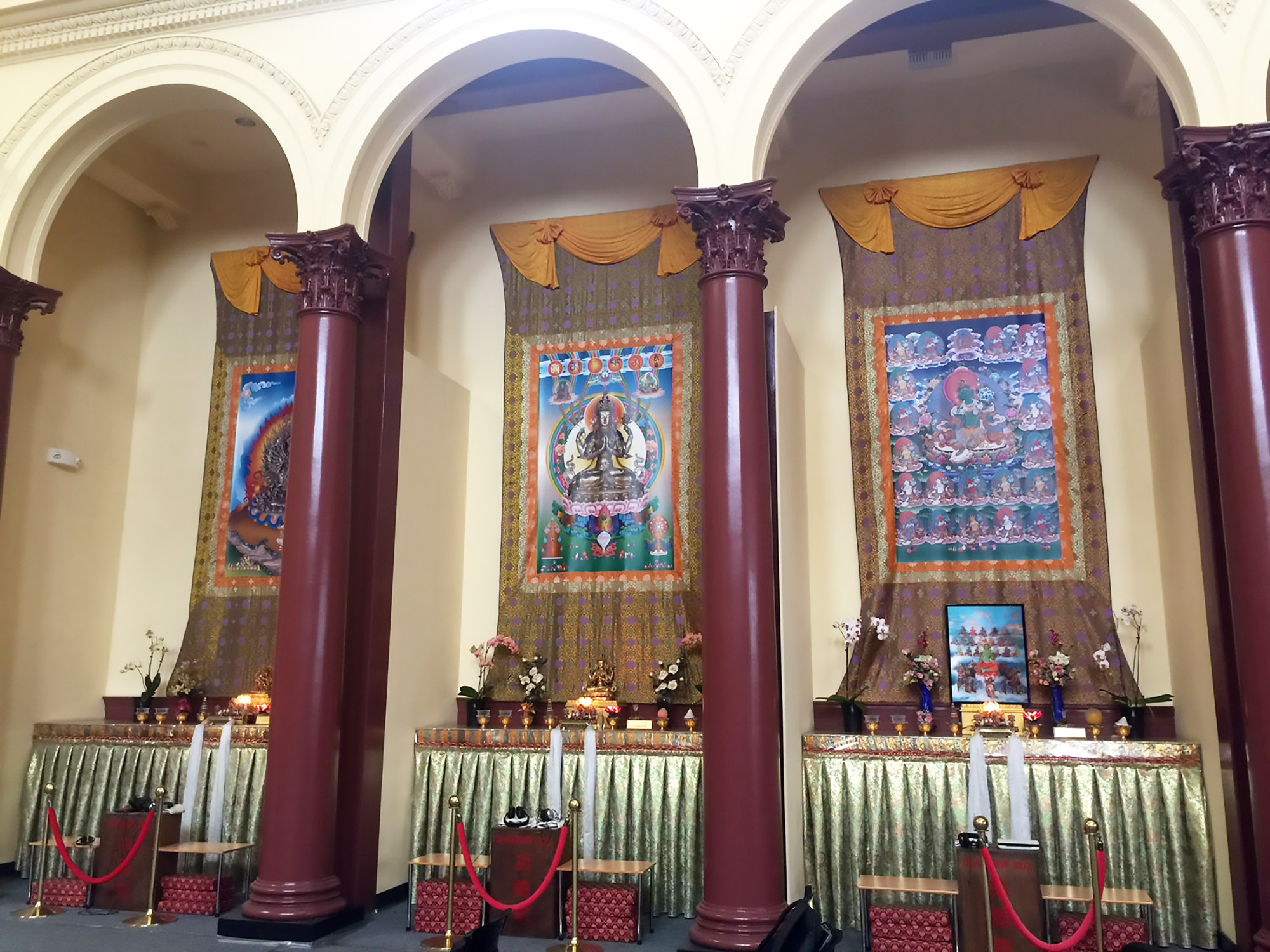
瑪倉寺十密壇

天王殿供奉四大天王，分別為：北方多聞天王、東方持國天王、西方廣目天王及南方增長天王。

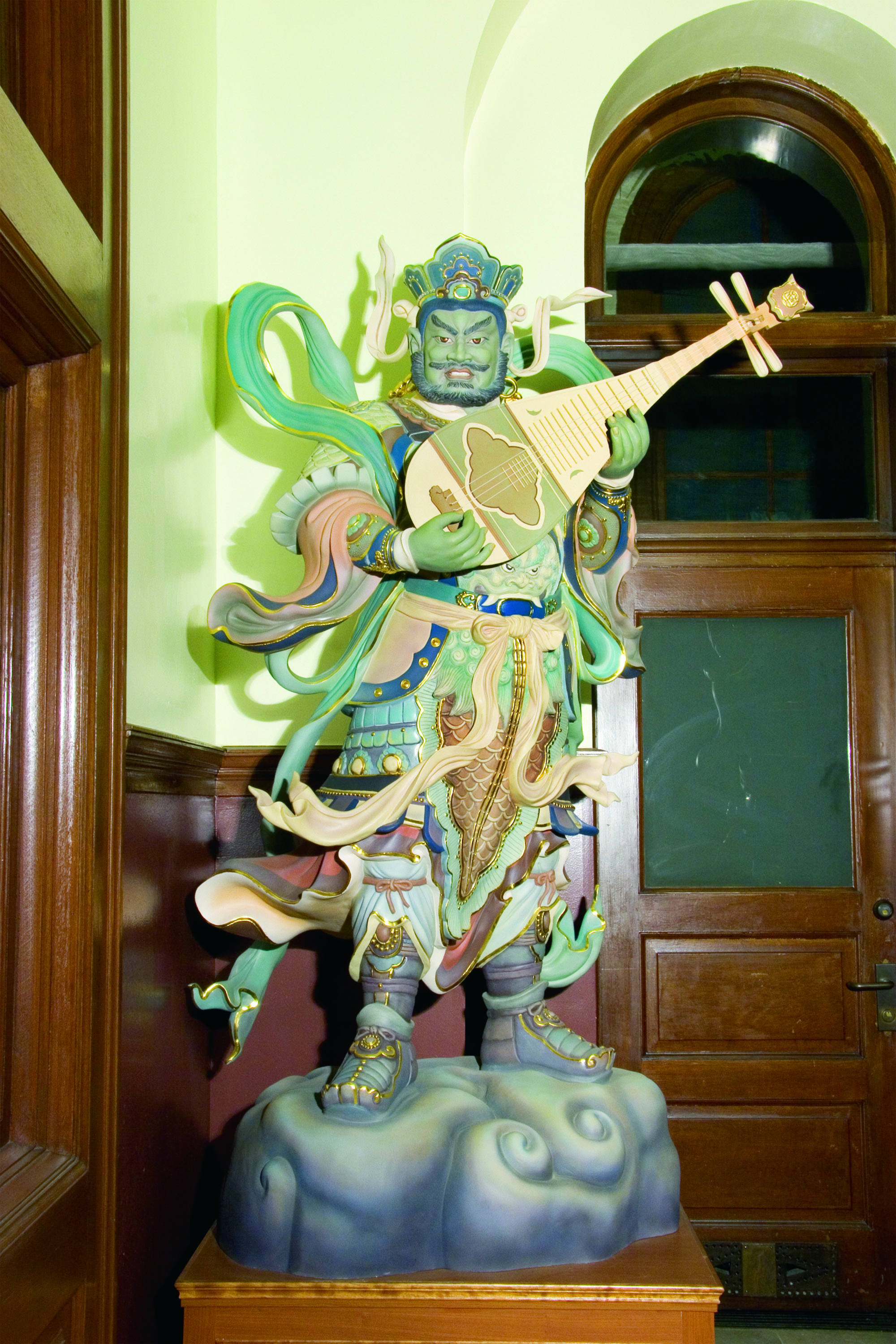
東方持國天王
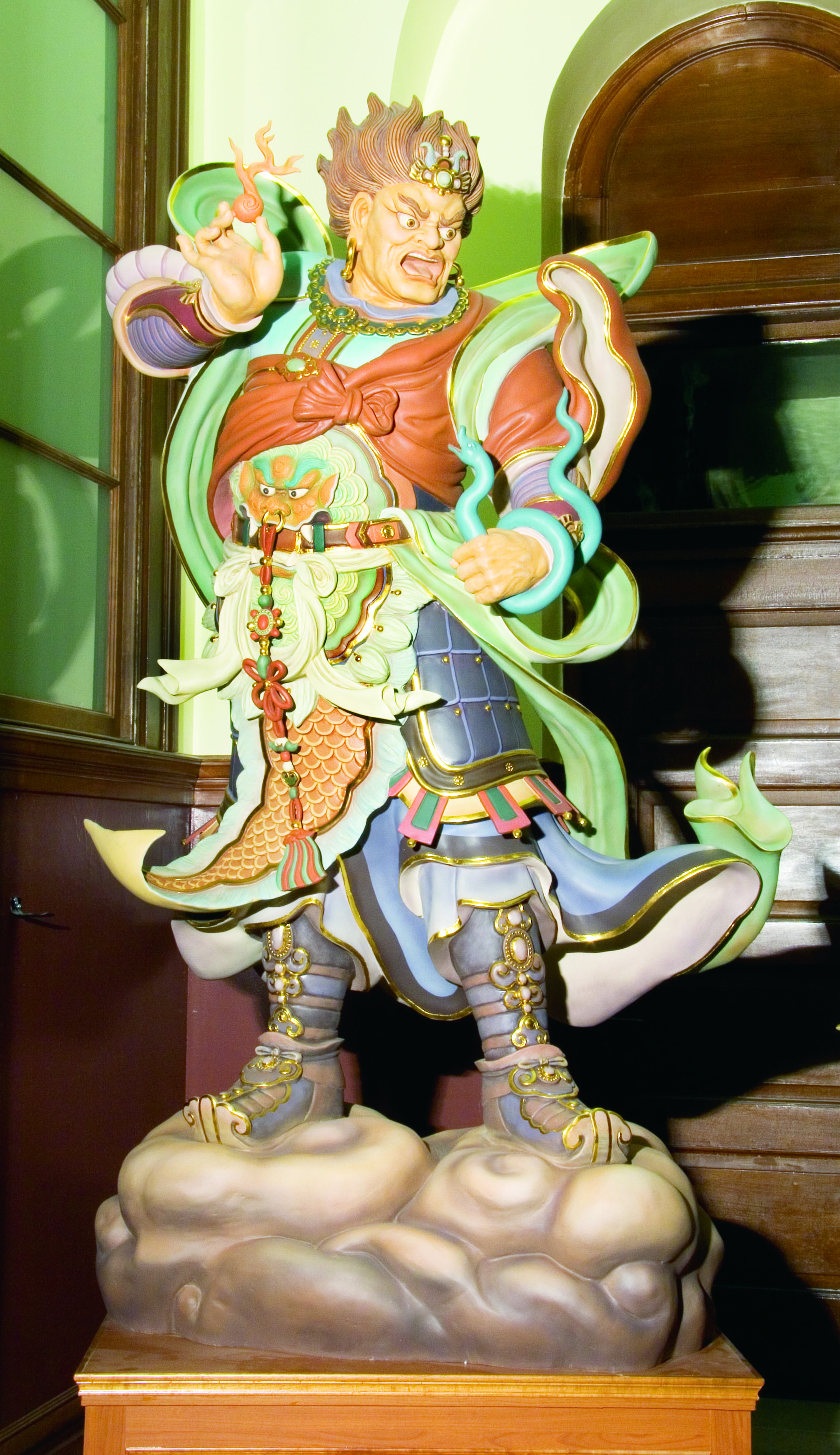
西方廣目天王
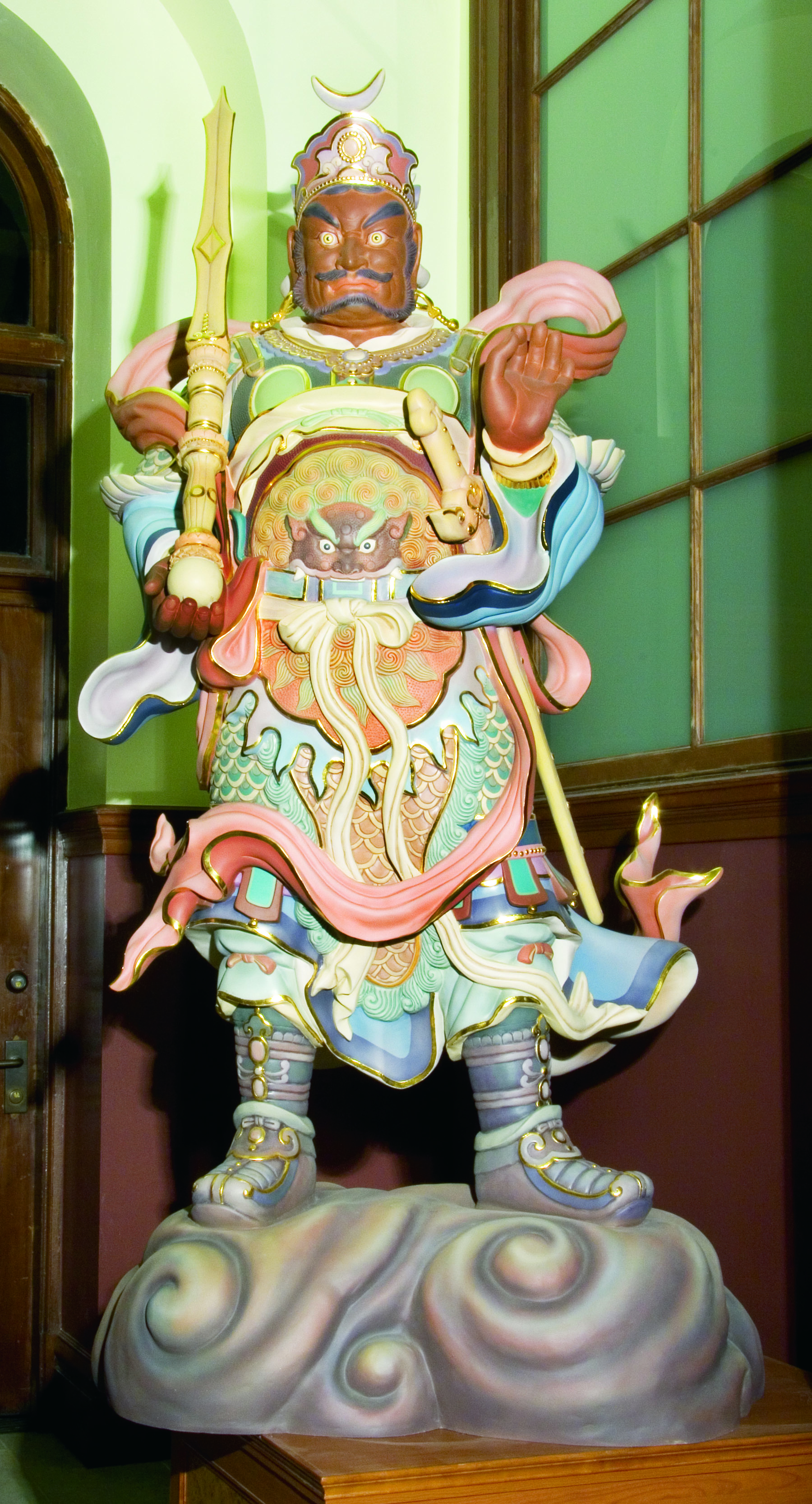
南方增長天王
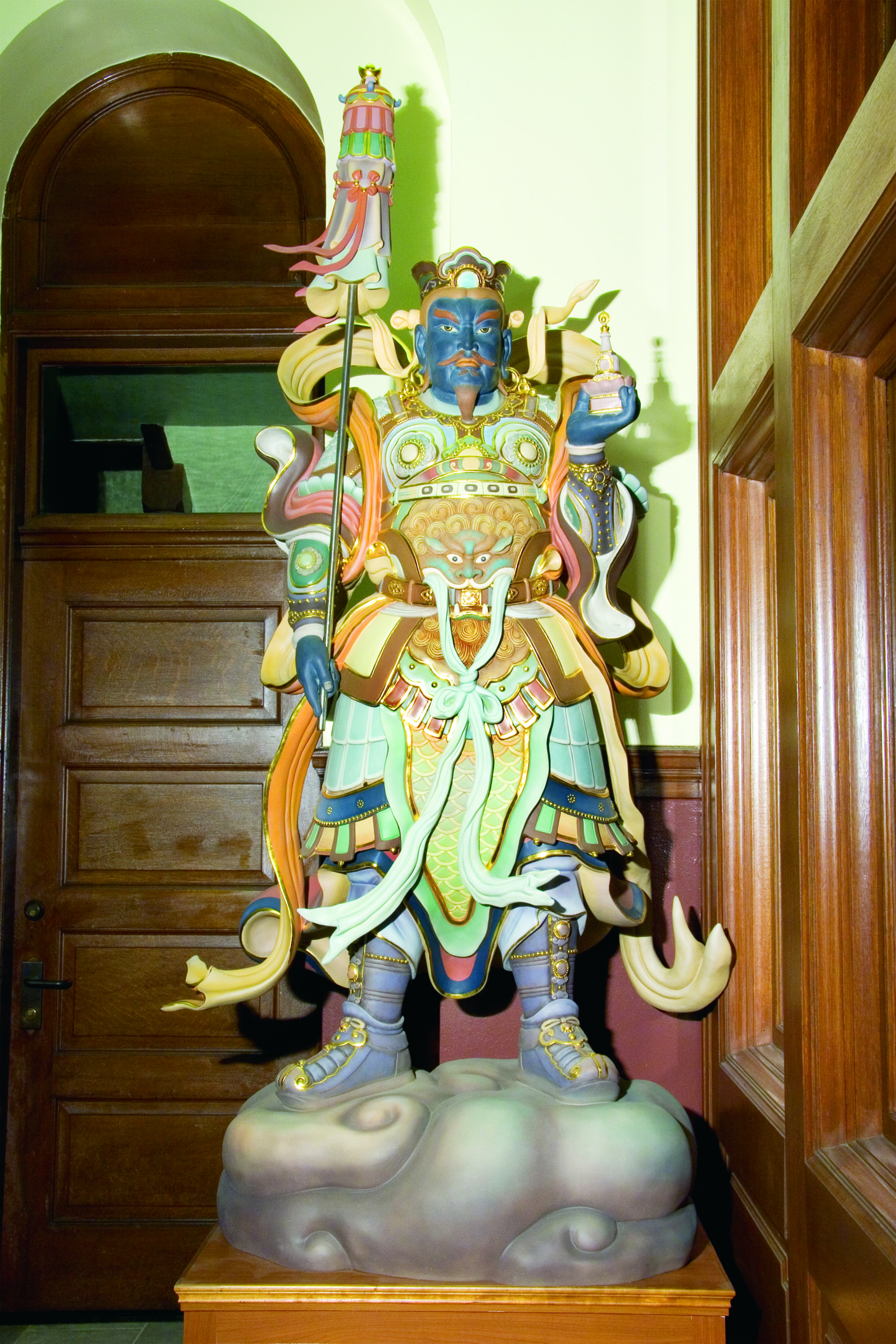
北方多聞天王

### 大雄寶殿
大雄寶殿中央供奉釋迦牟尼佛（高26呎），右側供奉觀世音菩薩、左側供奉文殊師利菩薩（高20呎），十六尊者塑像圍繞於佛像後側。大殿兩側為十密壇供奉：大威德金剛、四臂觀音菩薩、綠度母、黃財神，穢跡金剛，朗久旺丹、普巴金剛、金剛薩埵、地藏王菩薩、瑪哈嘎拉，佛像對側為韋馱菩薩像。

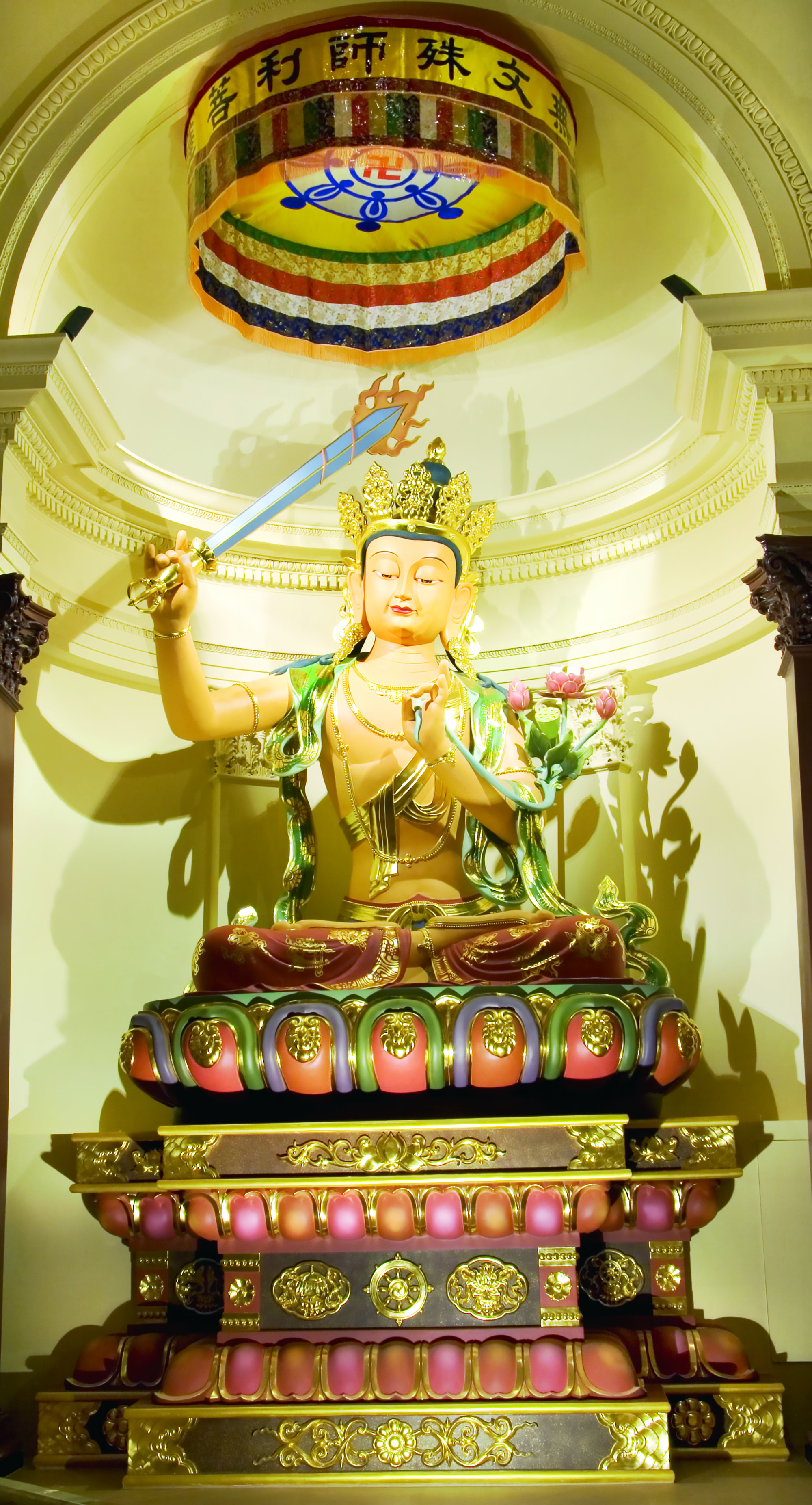
文殊師利菩薩
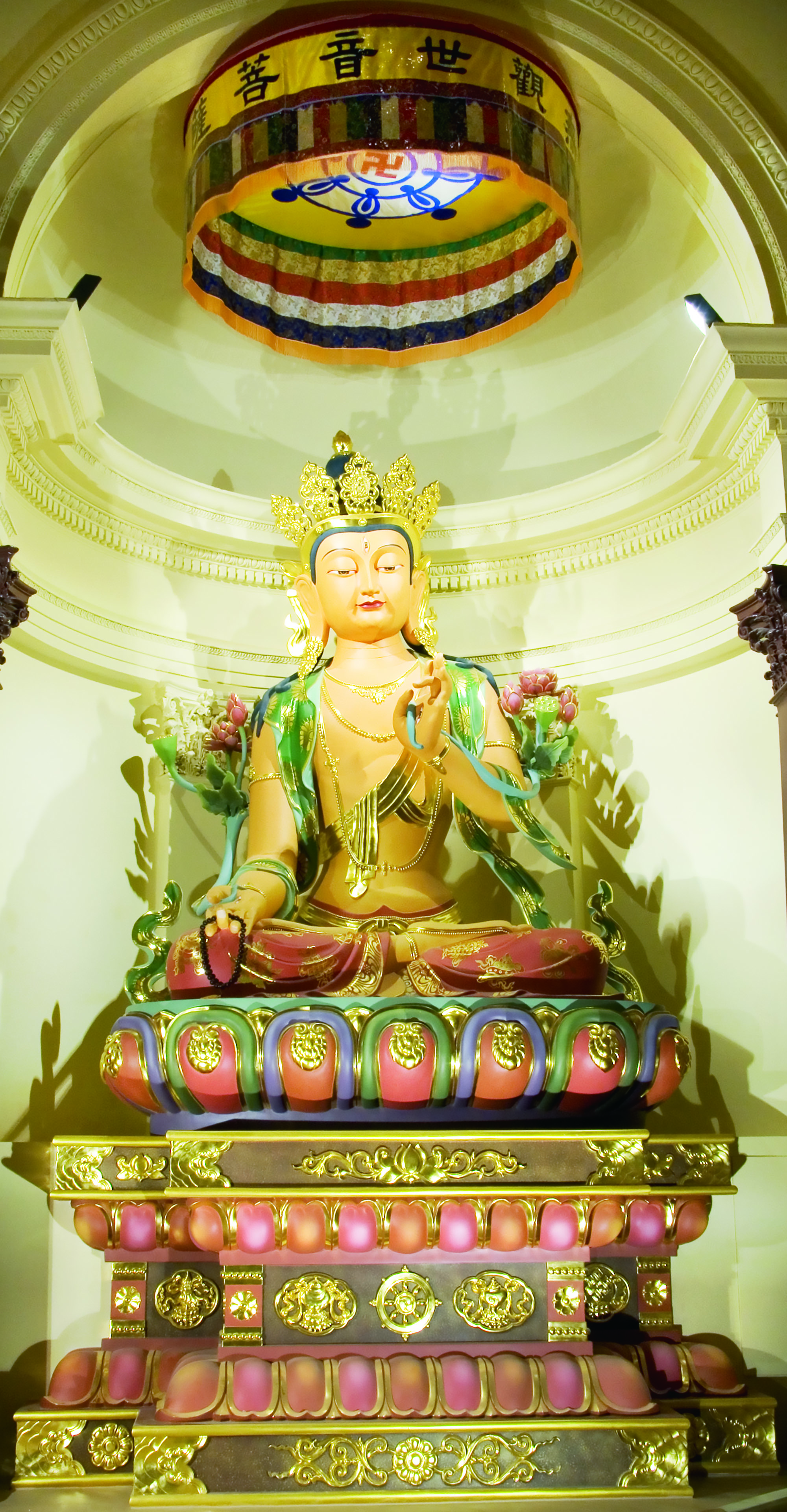
觀世咅菩薩

## 碑記

### 正寺門
上聯『法鼓初通平地一聲雷響』，
下聯『紫壇花幡香供諸尊法座』。

### 彌勒菩薩聖台
上聯『大肚能容容卻人間有為法』，
下聯『開口便笑笑開天下解脫道』。

### 大雄寶殿
上聯『於一毫端現寶王剎無上正等』，
下聯『坐微塵裡轉大法輪最高法門』。

## 寺主及住持
- 寺主：桑益西第八世松杰仁波切

- 住持：貢布多杰嚴貢仁波切[4]

## 寺廟活動
每日早晚課誦，每月定期舉辦法會，支援舊金山糧食銀行捐糧救濟活動，不定期舉行放生法會。

## 外部連結
- 瑪倉寺官網 （页面存档备份，存于）